# Ted Dumitru
Theodore „Ted” Dumitru (născut Dumitru Teodorescu; n. 2 septembrie 1939, București, România – d. 26 mai 2016, Johannesburg, Africa de Sud) a fost un antrenor de fotbal, care este cel mai bine cunoscut pentru timpul petrecut în Africa de Sud. Dumitru a fost unul dintre puținii antrenori care au condus „trei granzi” din Africa de Sud Kaizer Chiefs, Mamelodi Sundowns și Orlando Pirates. Este singurul antrenor român care a antrenat pe 4 continente: Europa: în România, Asia în Turcia, America: în Statele Unite și Africa: în Africa de Sud, Zambia, Eswatini și Namibia.
Dumitru a fost adus în Africa de Sud de către proprietarul Kaizer Chiefs, Kaizer Motaung, în 1985. Dumitru a devenit cel mai de succes antrenor din fotbalul profesionist din Africa de Sud. Antrenorul veteran a avut o carieră ilustră în timpul căreia a strâns 18 trofee cu Chiefs, Sundowns și Pirates, inclusiv două campionate de ligă consecutive cu fiecare echipă.
A mai fost selecționer la alte trei echipe naționale de pe continentul african: Zambia, Swaziland și Namibia. În anii 1970–1971 a antrenat clubul turc Beșiktaș Istanbul.

## Cariera

### Cariera timpurie de antrenor în România și Turcia

#### România
Dumitru a început să joace fotbal cu echipa locală Sportul Studențesc la sfârșitul anilor 1950, dar o accidentare gravă la genunchi l-a forțat să închidă ghetele, drept urmare a început să studieze pentru a deveni antrenor. După obținerea licenței de antrenor, Dumitru a devenit cel mai tânăr antrenor din Divizia A la vârsta de 25 de ani, când s-a alăturat Științei Craiova, cunoscută în prezent ca Universitatea Craiova, în mijlocul 1965–66 sezonul cu care a încheiat sezonul pe poziția a opta. Dumitru a antrenat și echipa olimpică a României U23 între 1967 și 1968.

#### Turcia
În 1969 a plecat în Turcia, unde a condus Altay Izmir, Beșiktaș și apoi Mersin. În primul sezon la conducere la Altay, el a condus clubul pe o poziție de top trei în Süper League turcă.
În 1968 a fost chemat în țară ca antrenor de către Federația Turcă de Fotbal. A condus Altay Sport Club în sezonul 1969-70. A început sezonul jucând împotriva echipei germane Carl Zeiss Jena în Cupa Orașelor Târguri(azi Europa League). Au fost eliminați cu rezultate de 0-1 și 0-0. Au demonstrat o performanță foarte reușită în timpul sezonului. Au încheiat prima jumătate a sezonului neînvinși. Terminând în final pe locul al treilea în ligă, Altay și-a câștigat dreptul de a participa la Cupa UEFA.
În sezonul 1970-71 a fost numit de Beșiktaș, care a terminat pe locul 9 în sezonul precedent. A avut însă probleme mai întâi cu Altay și apoi cu Federația Română de Fotbal. L-a adus pe Ion Barbu din România la Beșiktaș. Antrenorul, care a avut probleme și cu fotbaliștii turci, a câștigat doar 10 meciuri în 30 de meciuri și a ajuns pe Beșiktaș pe locul șase. Și-a părăsit postul aici la sfârșitul sezonului.
Antrenorul, care a rămas în Turcia în sezonul 1971-72, a semnat de această dată cu Mersin İdman Yurdu. După ce a jucat două meciuri de ligă aici și a obținut 2 remize, Federația Română de Fotbal i-a anulat lui Teodorescu permisul de muncă în străinătate. Din acest motiv, fotbalistul a fost nevoit să părăsească echipa.

### Mutarea în SUA
În 1971, Dumitru s-a mutat în Statele Unite ale Americii și a devenit antrenor principal al echipei masculine de fotbal Texas Longhorns de la Universitatea Texas din Austin. 
A fost rechemat în România în 1973, dar a refuzat din cauza frământărilor politice din țară și s-a refugiat în Germania de Vest. Din acest motiv, a fost condamnat la 20 de ani de închisoare în România. În 1974, a decis să-și continue cariera de antrenor în America. unde s-a alăturat Rochester Lancers în North American Soccer League în 1974, unde i-a avut printre jucătorii săi pe ghanezii Frank Odoi și George Lamptey. În această perioadă, a obținut și un pașaport american și și-a schimbat numele în Ted Dumitru. El a rămas la conducere pentru sezonul 1975, dar ei au terminat pe ultimul loc al conferinței lor, cu doar șase victorii în 22 de jocuri. Au concurat în aceeași grupă cu New York Cosmos, unde au jucat Pele și Franz Beckenbauer.
El a antrenat acea echipă în sezonul 1975 și apoi a continuat să-i antreneze pe New York Apollo în vechea Liga Americană de Fotbal cu care ieșit vicecampion in 1976 și a câștigat titlul în sezonul 1978.

### Destinația finală: Africa
În 1980, Dumitru s-a mutat în Africa și a fost numit antrenor al echipa națională a Zambiei. El i-a ajutat pe Chipolopolo să se califice la Cupa Africii a Națiunilor din 1982, dar nu a putut să-i antreneze în timpul turneului în sine din cauza pașaportului său american. Turneul Afcon a fost găzduit de Libia, o țară în care americanii nu erau bineveniți la acea vreme. În timpul mandatului său, președintele Zambiei Kenneth Kaunda a spus odată despre el: „Este mai mult decât un antrenor; este un fiu al Africii. Este un umanist care pune bunăstarea sportivă înaintea profesiei sale.”
A părăsit Zambia și a semnat un contract cu Confederația Africană de Fotbal, în care a fost trimis în Swaziland, apoi în Namibia, pentru a ajuta la dezvoltarea fotbalului în acele țări.
În 1985, Dumitru s-a alăturat echipei sud-africane Kaizer Chiefs și a câștigat opt trofee cu ei în timpul mandatului său de trei ani. După ce a părăsit clubul, a lucrat în dezvoltarea tinerilor jucători și a antrenorilor locali din toată țara.
În 1992 a înființat Centrul de Tineret Chibuku din Soweto, care a fost primul program de dezvoltare din țară. Mai târziu a fost responsabil pentru Școala de excelență din Esselen Park, care a produs jucători precum Steven Pienaar și Daine Klate.
În iulie 1997 a preluat funcția de antrenor la Mamelodi Sundowns și a condus „Brazilianii” la două titluri consecutive PSL în 1998 și 1999, precum și atât Cupa Nedbank cât și Cupa Rothmans. Dumitru a condus, printre alții, Orlando Pirates și Manning Rangers cu succes mixt. El a fost numit manager al echipei naționale a Namibiei în noiembrie 2000, în locul lui Lucky Richter, dar a demisionat câteva luni mai târziu după o ceartă cu fostul mijlocaș al Chiefs, Robert Nauseb.
El s-a alăturat lui Mamelodi Sundowns și și-a ajutat echipa să ajungă la prima și singura lor Liga Campionilor Africii în 2001, pe care a pierdut-o în fața deținătorilor recordului Al Ahly.
În iunie 2003 s-a întors la Kaiser Chiefs și a câștigat titluri consecutive de ligă în 2004 și 2005, după care s-a retras din postura de antrenor de club. În Africa de Sud, Dumitru a fost supranumit „Master Ted”, „Mr Magic” sau „Profesorul”, datorită abordării sale studioase asupra jocului.
În noiembrie 2005 a fost angajat ca antrenor al Africii de Sud înainte de ediția din 2006 a Cupei Africii a Națiunilor, dar i s-a arătat ușa de ieșire la scurt timp după ce echipa sa a jucat. performanță de demitere la turneul unde nu au reușit să marcheze niciun gol.
În 2009, Dumitru s-a implicat în Academia de Tineret Mamelodi Sundowns. Numit „Proiectul Puk Tawana”, acesta a produs 26 de jucători care au continuat să joace fotbal profesionist, care au fost într-un program de dezvoltare accelerată timp de 18 luni. Doborârea recordurilor pentru numărul de absolvenți de la nivel academic până la nivel profesional. Printre aceștia s-au numărat Keagan Dolly, Buhle Mkhwanazi, Samuel Julies și Jabulani Shongwe. După ce a părăsit Mamelodi Sundowns în 2011, s-a alăturat Institutului de Sport al Universității North West din 2012 până în 2013 pentru scurt timp. În 2013, el a jucat un rol esențial în revigorarea Asociației Antrenorilor de Fotbal din Africa de Sud (SAFCA). El a jucat un rol cheie în înființarea structurilor, dând direcție și conducere organizației, precum și desfășurarea de ateliere în toată țara. A fost implicat până în ziua trecerii sale.
Peste 150 de jucători s-au dezvoltat la Școala de excelență sportivă sub îndrumarea sa și prin soluțiile sale de coaching. Peste 180 de antrenori locali au fost dezvoltați prin programele sale la Academia de Fotbal a Africii de Sud.

## Moartea
Dumitru a murit pe 26 mai 2016, la vârsta de 76 de ani, după ce a suferit un atac de cord într-un mall din Johannesburg. O slujbă de pomenire pentru regretatul antrenor a avut loc pe 2 iunie la Ellis Park Arena din Johannesburg.

## Palmares

### Cluburi
New York Apollo
- Liga Americană de Fotbal (1): 1978
  - Vicecampioni (1): 1976

Kaizer Chiefs
- Campionatul de fotbal din Africa de Sud (2): 2003–04, 2004–05
- Cupa Africii de Sud(Nedbank Cup) (1): 1987
- Cupa Ligii Africii de Sud(MTN 8) (2): 1985, 1987
- Cupa Ligii Africii de Sud(Telkom Knockout) (4): 1986, 1988, 2003, 2004
- Telkom Charity Cup (4): 1986, 1987, 1988, 2003

Mamelodi Sundowns
- Campionatul de fotbal din Africa de Sud (2): 1997–98, 1998–99
- Cupa Africii de Sud(Nedbank Cup) (1): 1998
- Cupa Ligii Africii de Sud(Telkom Knockout/Rothman Cup) (1): 1999
- Liga Campionilor CAF
  - Finalist (1): 2001

Orlando Pirates
- Cupa Ligii Africii de Sud/MTN 8 (1): 2000
- Cupa Cupelor CAF 
  - Semifinale (1): 1999